# Piec wapienniczy w Leszczyńcu

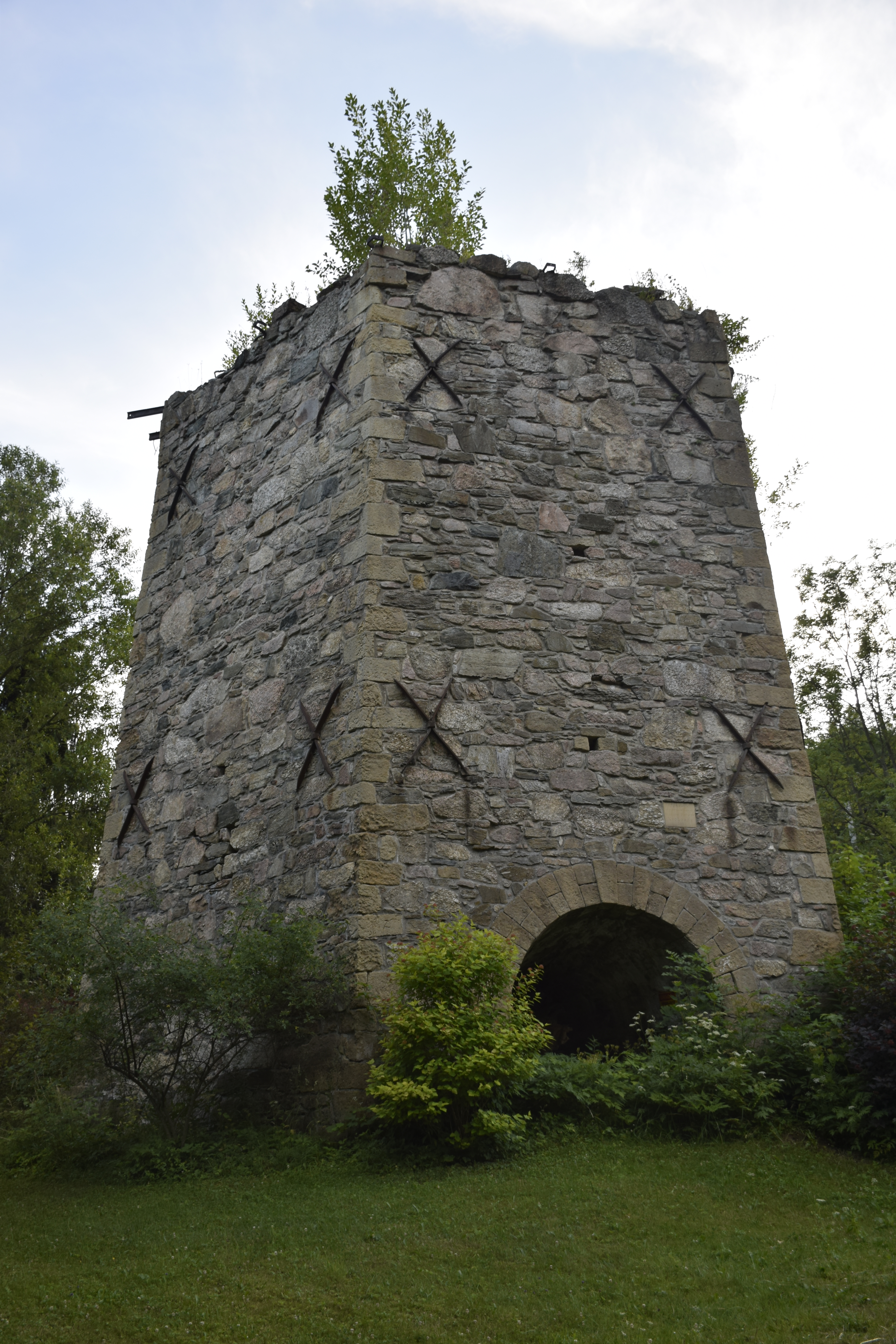
Piec wapienniczy w Leszczyńcu

Piec wapienniczy w Leszczyńcu – zabytkowy piec znajdujący się na działce nr 10/1 w Leszczyńcu w powiecie kamiennogórskim.
Ruiny pieca pochodzą z początku XVIII w.. Służył on do uzyskiwania wapna palonego z gleb. Objętość pieca to ponad 200 m³. Budynek znajduje się w dobrym stanie, został odrestaurowany w 2005.